# عصام أبو العينين
عصام الدين امين أبو العينين لاعب كرة سلة مصري ولد سنة1958 في مصر في مدينة بورسعيد ثم انتقل الي مدينة الإسكندرية الي موطن عائلة امه وهو في الثانية من عمرهِ حيث ان أبوه قد مات فهو يتيم الأب دخل عصام الدين مدرسة الأخاء الإسلامية وهو في الحضانة ثم انتقل الي مدرسة الجمعية الخيرية أثناء المرحلة الإعدادية ثم انتقل الي مدرسة الإسكندرية الثانوية -المشير أحمد بدوي حاليا- انضم الي فريق كرة السلة بنادي الإتحاد السكندري وهو بالصف الثالث الإعدادي.

## الانضمام إلي نادي الاتحاد
كان انضمام عصام إلي نادي الاتحاد صدفة حيث انه كان يسير في شارع جرين عندما لفت انتباه المدرب القدير دكتور عبد الوهاب نظرا لطوله الفارع نسبة الي سنه إذ ان طوله كان متران وهو في الرابعة عشر.
أخذ عصام يتدرج في فرق نادي الاتحاد السكندري حتي لعب في فريق الدرجة الأولي وهو ابن الثامنة عشر حيث لعب بجوار لاعبون كان يرغب في اللعب بجوارهم مثل عوض عبد النبي.

## تلقيبه بالعملاق الأبيض
خاض عصام الدين العديد من المباريات مع نادي الاتحاد واطلق عليه من قبل المعلقين والجمهور العملاق الأبيض وفاز معهم بالعديد من البطولات حيث ظل نادي الاتحاد محتكرا للبطولات المحلية لمدة اربع سنوات متتالية.

## انضمامه لمنتخب مصر
شارك عصام الدين مع منتخب مصر لمدة سبع سنوات متتالية ولم يخرج من المنتخب إلا لإصابة عينه والرباط الصليبي ولكنه عاد من جديد ليشارك في اولمبياد لوس انجليس عام 1984. بعد أولمبياد لوس انجليس اعتزل عصام دوليا بعد أن اشترك في أكثر من 120 مباراة دولية.

## اعتزاله
اعتزل العملاق الأبيض عام 1991 لينهي مسيرته كلاعب.

## روابط خارجية
- عصام أبو العينين على موقع الاتحاد الدولي لكرة السلة (الإنجليزية)
- عصام أبو العينين على موقع سبورتس رفرنس (الإنجليزية)
- عصام أبو العينين على موقع أوليمبيديا (الإنجليزية)